# Porcellionidae
Porcellionidae es una familia de crustáceos isópodos terrestres. Sus 324 especies reconocidas son casi cosmopolitas, excepto zonas polares.

## Géneros
Se reconocen los 19 siguientes:
- Acaeroplastes Verhoeff, 1918 (9 especies)
- Agabiformius Verhoeff, 1908 (8 especies)
- Atlantidium Arcangeli, 1936 (3 especies)
- Brevurus Schmalfuss, 1986 (1 especie)
- Caeroplastes Verhoeff, 1918 (3 especies)
- Congocellio Arcangeli, 1950 (1 especie)
- Dorypoditius Verhoeff, 1942 (1 especie)
- Leptotrichus Budde-Lund, 1885 (10 especies)
- Lucasius Kinahan, 1859 (2 especies)
- Mica Budde-Lund, 1908 (1 especie)
- Pondo Barnard, 1937 (1 especie)
- Porcellio Latreille, 1804 (187 especies)
- Porcellionides Miers, 1877 (48 especies)
- Proporcellio Verhoeff, 1907 (11 especies)
- Soteriscus Vandel, 1956 (17 especies)
- Thermocellio Verhoeff, 1942 (5 especies)
- Tropicocellio Arcangeli, 1950 (1 especie)
- Tura Budde-Lund, 1908 (7 especies)
- Uramba Budde-Lund, 1908 (8 especies)